# Xenoctenus
Xenoctenus és un gènere d'aranyes araneomorfes de la família dels xenoctènids (Xenoctenidae). Fou descrit per primera vegada per Cândido Firmino de Mello-Leitão el 1938.
Les espècies d'aquest gènere són endèmiques de l'Argentina.

## Taxonomia
Segons el World Spider Catalog amb data de 23 de gener de 2019, s'accepten les següents espècies:
- Xenoctenus marmoratus Mello-Leitão, 1941 – Argentina
- Xenoctenus pampeanus Mello-Leitão, 1940 – Argentina
- Xenoctenus patagonicus Mello-Leitão, 1940 – Argentina
- Xenoctenus unguiculatus Mello-Leitão, 1938 (espècie tipus) – Argentina